# Wereldkampioenschappen synchroonzwemmen 2023 – Gemengd duet technische routine
De technische routine voor gemengde duetten tijdens de wereldkampioenschappen synchroonzwemmen 2023 vond plaats op 15 en 16 juli 2022 in de Marine Messe Fukuoka in Fukuoka.

## Uitslag
| Rang   | Land                | Naam                                     | Voorronde | Voorronde | Finale        | Finale        |
| Rang   | Land                | Naam                                     | Punten    | Rang      | Punten        | Rang          |
| ------ | ------------------- | ---------------------------------------- | --------- | --------- | ------------- | ------------- |
| Goud   | Japan               | Tomoka Sato Yotaro Sato                  | 227,7200  | 3         | 255,5066      | 1             |
| Zilver | Spanje              | Dennis González Emma García              | 244,1433  | 1         | 248,0499      | 2             |
| Brons  | China               | Cheng Wentao Shi Haoyu                   | 188,7334  | 7         | 247,3033      | 3             |
| 4      | Mexico              | Itzamary González Diego Villalobos       | 228,0075  | 2         | 223,6066      | 4             |
| 5      | Verenigd Koninkrijk | Ranjuo Tomblin Beatrice Crass            | 190,0833  | 5         | 215,2967      | 5             |
| 6      | Colombia            | Gustavo Sánchez Jennifer Cerquera        | 168,5900  | 12        | 210,1833      | 6             |
| 7      | Kazachstan          | Eduard Kim Nargiza Bolatova              | 192,0333  | 4         | 204,0967      | 7             |
| 8      | Chili               | Theodora Garrido Nicolas Campos          | 177,4817  | 8         | 200,4767      | 8             |
| 9      | Servië              | Jelena Kontić Ivan Martinović            | 169,6216  | 11        | 191,1167      | 9             |
| 10     | Zuid-Korea          | Kim Ji-hye Byun Jae-jun                  | 188,9558  | 6         | 190,2934      | 10            |
| 11     | België              | Renaud Barral Lisa Ingenito              | 170,9367  | 10        | 189,2567      | 11            |
| 12     | Peru                | Sandy Quiroz Álvaro Aronés               | 177,0883  | 9         | 187,5250      | 12            |
| 13     | Puerto Rico         | Javier Ruisanchez Nicolle Torrens        | 165,3800  | 13        | Uitgeschakeld | Uitgeschakeld |
| 14     | Thailand            | Voranan Toomchay Kantinan Adisaisiributr | 162,9283  | 14        | Uitgeschakeld | Uitgeschakeld |
| 15     | Duitsland           | Frithjof Seidel Michelle Zimmer          | 158,3550  | 15        | Uitgeschakeld | Uitgeschakeld |
| 16     | Cuba                | Andy Avila Carelys Valdes                | 108,1650  | 16        | Uitgeschakeld | Uitgeschakeld |